# Repêchage de règle 5
Le repêchage de règle 5 est une procédure de draft spécifique aux Ligues majeures de baseball. Il est tenu annuellement en décembre, lors des assises d'hiver où se réunissent les dirigeants des franchises de la MLB. Il a pour but de redistribuer entre les équipes des joueurs évoluant en Ligue mineure de baseball.
La procédure tire son nom de la place qu'elle occupe dans le livre des règlements de la ligue. Le repêchage ou draft amateur du baseball, tenu chaque année en juin, est mentionné sous la règle 4 de ce même livre, mais on n'y réfère pour ainsi dire jamais par cette appellation.

## Objectif
Le repêchage de règle 5 a pour but de redistribuer entre les équipes des joueurs évoluant en Ligue mineure de baseball. Il vise à éviter qu'une équipe ait sous contrat un grand nombre de joueurs et que certains d'entre eux ne puissent jouer en Ligue majeure, faute de place dans l'effectif, alors qu'un autre club pourrait les utiliser.
De plus, avoir plusieurs joueurs en ligues mineures qui ne peuvent, faute de place dans l'alignement, être utilisés en ligue majeure occasionne un certain coût financier pour l'équipe, qui peut ainsi éliminer des dépenses superflues en laissant partir certains athlètes.

## Joueurs admissibles
Un joueur de baseball est admissible au repêchage de règle 5 s'il remplit les conditions suivantes :
- Ne pas être inclus dans l'effectif de 40 joueurs de son club
- Avoir été âgé d'au moins 19 ans au moment d'être mis sous contrat par le club et avoir passé quatre ans dans cette organisation ou avoir été âgé d'au moins 18 ans au moment d'être mis sous contrat et avoir passé cinq ans dans l'organisation.

## Description
À l'instar de la draft amateur tenue en juin, l'ordre de sélection des 30 équipes composant les Ligues majeures est déterminé par leur dossier victoires-défaites de la saison régulière précédente, l'équipe ayant présenté la moins bonne fiche ayant le premier choix, et ainsi de suite jusqu'à la 30e équipe, qui est celle ayant conservé le meilleur dossier.
Tout athlète sélectionné selon la règle 5 est immédiatement ajouté à l'effectif de 40 joueurs de sa nouvelle équipe. Pour la saison suivant ce repêchage, il doit obligatoirement être ajouté à l'effectif de 25 joueurs de cette équipe, et il ne peut pas être cédé aux ligues mineures durant cette période. De plus, le joueur doit être considéré « actif » durant un minimum de 90 jours, qu'il joue ou non. Cette règle est conçue pour éviter les abus, par exemple : éviter qu'une équipe n'inscrive le joueur sur la liste des blessés toute une saison simplement parce qu'elle ne désire pas l'utiliser. Si l'athlète ne totalise pas ces 90 jours au cours de la première année suivant la draft de règle 5, l'équipe devra le garder dans son effectif la saison suivante pour le nombre de jours manquants, jusqu'à ce que ce minimum de 90 jours soit atteint.
Si l'équipe souhaite se départir du joueur durant cette première année, il lui est permis de le soumettre à la procédure de ballottage, le rendant par le fait même disponible pour n'importe laquelle des autres formations du baseball majeur. Si l'athlète n'est pas réclamé au ballottage, il doit alors être offert à l'équipe qui l'avait perdu via la règle 5.
Si l'équipe désire échanger le joueur durant cette première année, elle peut le faire si elle trouve preneur, mais le club qui fait l'acquisition du joueur par voie de transaction est tenue de respecter les conditions du choix de règle 5. Ces conditions sont transférées à la nouvelle équipe.
Un an après la sélection d'un joueur via la règle 5, l'équipe ayant le joueur dans son effectif n'est plus tenue de le conserver dans son groupe de 25 joueurs actifs.
Le contrat d'un joueur des ligues mineures repêché dans la draft de règle 5 vaut 50 000 dollars US. Si le joueur est offert à son équipe originale tel que vu ci-dessus, l'équipe originale peut acquérir son contrat pour la somme de 25 000 dollars.